# Салдадзе, Леван Иосифович
Леван (Ушанги) Иосифович Салдадзе (1917, Кутаис — 15 января 1984, Кутаиси) — советский футболист, защитник.
Начинал играть в футбол в 1934 году в детской команде в Кутаиси.
В 1936—1939 годах играл в «Динамо» Кутаиси. В 1941 году за «Динамо» Тбилиси провёл один, впоследствии аннулированный матч в чемпионате СССР — против «Спартака» Одесса (2:2). В 1945—1946 годах в чемпионате за «Динамо» сыграл 33 матча.
Финалист Кубка СССР 1946 года.
Работал в кутаисской команде старшим тренером (1955, 1961, 1971 — по июнь), тренером (1956, 1960).